# Võ Xưởng
Võ Xưởng (sinh ngày 8 tháng 12 năm 1942), còn gọi là Võ Hữu Xưởng, là họa sĩ chiến tranh Việt Nam quê Hải Dương nổi danh qua sự nghiệp khắc họa cuộc chiến tranh Đông Dương lần thứ hai. Ông gia nhập Quân đội nhân dân Việt Nam vào năm 1964.

## Thân thế
Cha của Xưởng đã vẽ những bức chân dung trong đám tang trên cơ sở được uỷ nhiệm, truyền cảm hứng cho Xưởng thực hành nghệ thuật từ rất sớm trong đời. Ông còn sưu tập truyện tranh hòng cố gắng cải thiện khả năng vẽ vời của mình. Sở thích của ông là phác thảo và vẽ tranh trong suốt thời thơ ấu của mình và là một họa sĩ được ủy quyền cho các tổ chức chính phủ và tư nhân. Ông không được đào tạo nghệ thuật chính quy cho đến sau Giải phóng năm 1975.

## Sự nghiệp
Vốn là một họa sĩ tự học, Xưởng không được nhà nước Việt Nam Dân chủ Cộng hòa chính thức công nhận là một họa sĩ chiến tranh. Tuy vậy, cả đồng nghiệp và cấp trên đều công nhận kỹ năng của Xưởng và các tác phẩm nghệ thuật của ông được trưng bày trong chiến tranh Việt Nam nhằm giúp nâng cao tinh thần của những người lính đồng đội. Ông chủ yếu sống ở miền Nam Việt Nam.
Sau khi chiến tranh Việt Nam kết thúc, ông đăng ký học trường mỹ thuật và tốt nghiệp Đại học Mỹ thuật Thành phố Hồ Chí Minh năm 1981. Về chặng đường cuối sự nghiệp, ông là một trong số ít họa sĩ nổi tiếng được chính phủ Việt Nam giao nhiệm vụ sản xuất tranh kỷ niệm các dịp lễ và sự kiện đặc biệt như Quốc khánh, Điện Biên Phủ và Ngày Thống nhất đất nước. Các tác phẩm nêu trên đều là bản gốc của họa sĩ rồi về sau mới được xuất xưởng với kích thước lớn hơn để đem treo trên đường phố.

## Tác phẩm tiêu biểu
- Biệt động Dầu Tiếng
- Đội nữ pháo binh Trang Bằng
- Thanh niên xung phong Ấp Bắc
- Bảo vệ dân
- Chia lửa
- Huyền thoại mẹ Việt Nam
- Đặc công rừng Sác xuất kích

## Ấn phẩm
- Nghệ sĩ tạo hình Việt Nam hiện đại, 2009, Hội Mỹ Thuật Việt Nam, Hà Nội
- Kỷ Yếu các tác giả chiến tranh Cách mạng
- Văn Nghệ Quân Đội

## Bộ sưu tập
- Bảo tàng Mỹ thuật Thành phố Hồ Chí Minh[5]
- Bảo tàng Quân đội, Hà Nội
- Bảo tàng Cần Thơ, tỉnh Cần Thơ, Đồng bằng sông Cửu Long
- Bảo tàng Quân khu 4, tỉnh Bình Dương
- Bảo tàng Mỹ thuật Thành phố Hồ Chí Minh
- Bảo tàng Tây Ninh (trụ sở Trung ương Cục Giải phóng miền Nam)
- Bộ sưu tập chứng nhân

## Giải thưởng
- Huân chương Kháng chiến hạng Nhì
- Huân Chương Giải phóng hạng Nhất
- Huân chương Chiến công hạng Nhất
- Kỷ niệm chương Vì sự nghiệp Mỹ thuật Việt Nam
- Huy chương Bảo vệ Di sản Văn hóa Việt Nam